# ألكس جولدفارب
الكس جولدفارب (بالعبرية: אלכס גולדפרב‏) هو سياسي إسرائيلي، ومهندس تقني.

## السيرة
ولد في ولاية مارممورس رومانية ثم هاجر الي إسرائيل عام 1963و عمل كمهندس، وكان نشيطاً في الاتحاد العمالي.
عام 1992 انتَخب في الكنيسيت الثالث عشر، كعضو في حزب اليمين المتطرف تزومت, بقيادة رافايل ايتان.

## عنوان خارجي
- Alex Goldfarb on the Knesst website (in English)